# Susan Nycum
Susan H. Nycum est une avocate spécialisée dans les questions de sécurité informatique et de propriété intellectuelle. 

## Biographie
Elle travaille au cabinet d'avocats Chickering and Gregory à San Francisco puis devient associée au cabinet d'avocats Baker & McKenzie où elle dirige son propre groupe en informatique et propriété intellectuelle. Elle est membre de l'Association for Computing Machinery et membre de son conseil. Elle est l'une des premières membres de son groupe d'intérêt spécial pour l'enseignement supérieur, SIGUCCS, et est  intronisée dans son temple de la renommée en 2004. Elle est présidente du Comité consultatif national sur les systèmes d'information au début des années 1980.
Susan Nycum obtient un diplôme de l'Université Wesleyenne de l'Ohio. Elle étudie à la Duquesne University School of Law et est diplômée de la Stanford Law School.
Susan Nycum travaille avec un collègue chercheur en sécurité de l'information Donn B. Parker. Ils écrivent ensemble une étude en 1973 sur les abus informatiques, un ouvrage de référence qui est l'une des premières tentatives pour définir et documenter la criminalité informatique,.
Susan Nycum est spécialiste du droit informatique et produit des études sur les lois concernant les brevets logiciels. Elle est conseillère auprès du gouvernement des États-Unis et de plusieurs gouvernements à l'international. Elle approuve le financement d'Internet en tant que membre du conseil consultatif de la National Science Foundation.

## Publications
- Abus informatique - Institut de recherche de Stanford, 1973
- Votre ordinateur et la loi - Prentice-Hall, 1975
- Computer Abuse — Stanford Research Institute, 1973
- Your Computer and the Law — Prentice-Hall, 1975
- Liability for Malfunction of a Computer Program — Rutgers Computer and Technology Law Journal (en) Vol. 1 (1979-1980)
  - Troublesome Computer Contract Areas — University of Southern California, 1982
- Software Proprietary Rights — Prentice-Hall, 1982
- Women Leading: Making Tough Choices on the Fast Track — Stephen Greene Press, 1988